# Askö naturreservat
Askö är ett naturreservat i Trosa kommun i Södermanlands län.
Området är naturskyddat sedan 2001 och är 5 846 hektar stort. Reservatet omfattar Askö med kringliggande småöar kobbar och vattenytor i Trosa skärgård. 